# Ngoyo
Ngoyo, auch Ngoio, war ein eisenzeitliches Königreich des Woyo-Stammes im Süden von Cabinda im heutigen Gebiet der Demokratischen Republik Kongo und Angolas. Es wurde um das 15. Jahrhundert an der Atlantikküste Zentralafrikas nördlich des Kongo von Bantu gegründet. Nach Überlieferung der Bewohner Ngoyos zählten ihre Vorfahren zu den frühesten Siedlern in der Region unter Führung ihrer Häuptlinge, die sich selbst nfumu nsi („Herren der Erde“) nannten. Die Hauptstadt war Mbanza Ngoyo.
Um 1700 nahm Cabinda mit seinem Hafen nördlich von Luanda eine führende Position im Sklavenhandel ein; die Wirtschaft Ngoyos beruhte wesentlich auf dem Sklavenhandel. 1783 zerstörten Streitkräfte Ngoyos gemeinsam mit dem Staat Kakongo ein portugiesisches Fort. Das Königreich erlebte einen baldigen Niedergang wegen der steigenden Kosten des Königtums. Nachdem die Adligen es nicht geschafft hatten, einen neuen König zu erwählen, schwächten zunehmende Thronnachfolgestreitigkeiten das Reich nach 1830 spürbar.